# We never give up!
「We never give up!」（ウィー・ネバー・ギブ・アップ!）は、Kis-My-Ft2の2作目のシングル曲。2011年12月14日にavex traxから発売された。

## 概要
表題曲「We never give up!」は、「LAWSON HOT STATION エルパカ」CMソング。カップリング曲「Kis-My-Venus」は、フジテレビ系『もしもツアーズ』テーマソング。
CDシングルは、初回生産限定盤〈MUSIC VIDEO盤〉、初回生産限定盤〈東京ドーム盤〉、通常盤、ローソン・HMV限定盤、キスマイショップ限定盤の5形態で発売。通常盤には初回プレス仕様と通常仕様の2種類のジャケットが存在する。CDレンタル店に置かれているジャケットの写真は通常盤の通常仕様。
初回生産限定〈東京ドーム盤〉付属DVDには、自身初となる東京ドーム公演「Kis-My-Ft2 Debut Tour 2011 Everybody Go to TOKYO DOME」のダイジェスト映像を収録。また、ローソン・HMV限定盤には同公演から、1stシングル「Everybody Go」のライブ音源を収録。
また、初回プレス仕様の通常盤には「キスマイ・スペシャル・ステッカー」が、ローソン・HMV限定盤には「Kis-My-Magazine」が、キスマイショップ限定盤には「24P写真集」と「告知ポスター」がそれぞれ特典として付く。
2020年12月31日放送の『第71回NHK紅白歌合戦』で表題曲を披露した。

## チャート成績
発売初週に約24.6万枚を売り上げて、2011年12月26日付オリコン週間シングルランキング首位を獲得した。同チャートでの1位獲得はデビュー曲「Everybody Go」から2作連続である。

## 収録曲

### CD

#### 通常盤・初回生産限定〈MUSIC VIDEO/東京ドーム盤〉・キスマイショップ限定盤
1. We never give up!［5:32］
作詞：上中丈弥（THEイナズマ戦隊）、作曲：Andreas Ohrn，Henrik Smith、編曲：CHOKKAKU
  - ローソン「エルパカ」CMソング、
2. Kis-My-Venus［4:27］
作詞・作曲・編曲：日比野裕史
  - フジテレビ系「もしもツアーズ」テーマソング
3. Love is you［3:36］
作詞：樫野心、作曲：Samuel Waermo，DAICHI，youwhich、編曲：CHOKKAKU
通常盤のみ収録。

#### ローソン・HMV限定盤
1. We never give up!
2. Everybody Go -Kis-My-Ft2 Debut Tour 2011 Everybody Go to TOKYO DOME Version-
  - 1stシングルのライブバージョン
3. Kis-My-Special Comment

### DVD

#### 初回生産限定〈MUSIC VIDEO盤〉
1. We never give up!（Music Video）
2. Making Movie

#### 初回生産限定〈東京ドーム盤〉『「Kis-My-Ft2 Debut Tour 2011 Everybody Go to TOKYO DOME」（Digest Movie）』
1. Everybody Go
2. 若者たち
3. Kis-My-LAND
4. S.O.KISS
5. 祈り
6. FIRE BEAT
7. KISS FOR U
8. Everybody Go

## 収録作品
| 楽曲タイトル      | 収録                 | 収録 |
| ----------------- | -------------------- | --- |
| We never give up! | CDシングル           | 『We never give up!』 |
| We never give up! | ミュージック・ビデオ | 『We never give up!』〈初回生産限定 MUSIC VIDEO盤〉                                                                        |
| We never give up! | CDアルバム           | 『Kis-My-1st』 |
| We never give up! | ライブ映像           | 『Kis-My-Ft2 Kis-My-MiNT Tour at 東京ドーム 2012.4.8』                                                                     |
| We never give up! | ライブ映像           | 『SNOW DOMEの約束 IN TOKYO DOME 2013.11.16』                                                                               |
| We never give up! | CDアルバム           | 『HIT! HIT! HIT!』 |
| We never give up! | ミュージック・ビデオ | 『HIT! HIT! HIT!』〈初回生産限定盤〉・〈通常盤A〉                                                                          |
| We never give up! | ライブ映像           | 『HIT! HIT! HIT!』〈初回生産限定盤〉                                                                                       |
| We never give up! | ライブ映像           | 『2014Concert Tour『Kis-My-Journey』』                                                                                     |
| We never give up! | ライブ音源           | 『KIS-MY-WORLD』〈初回生産限定盤A〉                                                                                        |
| We never give up! | ライブ映像           | 『2015 CONCERT TOUR 『KIS-MY-WORLD』』〈通常盤〉                                                                           |
| We never give up! | CDアルバム           | 『I SCREAM』〈通常盤〉 |
| We never give up! | CDアルバム           | 『BEST of Kis-My-Ft2』 |
| We never give up! | ミュージック・ビデオ | 『BEST of Kis-My-Ft2』〈初回盤A〉                                                                                          |
| We never give up! | ライブ映像           | 『LIVE TOUR 2021 HOME』 |
| Kis-My-Venus      | CDシングル           | 『We never give up!』〈初回生産限定 MUSIC VIDEO盤〉・〈初回生産限定 東京ドーム盤〉・〈通常盤〉・〈キスマイショップ限定盤〉 |
| Kis-My-Venus      | ライブ映像           | 『Kis-My-Ft2 Kis-My-MiNT Tour at 東京ドーム 2012.4.8』                                                                     |
| Kis-My-Venus      | ライブ映像           | 『2015 CONCERT TOUR 『KIS-MY-WORLD』』                                                                                     |
| Love is you       | CDシングル           | 『We never give up!』〈通常盤〉                                                                                            |
| Love is you       | ライブ映像           | 『Kis-My-Ft2 Kis-My-MiNT Tour at 東京ドーム 2012.4.8』                                                                     |